# ゲヴゲリヤ
ゲヴゲリヤ (マケドニア語: Гевгелија/Gevgelija）は、北マケドニア南東部の都市でヴァルダル川河畔に位置し、ギリシャの国境を接する。ギリシャ側の町はエヴゾニでE75号線によって北方向へはスコピエやベオグラード（兄弟愛と統一道路）に、南方向はテッサロニキに達する。ゲヴゲリヤはゲヴゲリヤ基礎自治体の中心地である。

## 統計
ゲヴゲリヤの人口は基礎自治体全体で22,298人、町自体の人口は15,685人で住民のほとんどをマケドニア人が占める。

## 地理

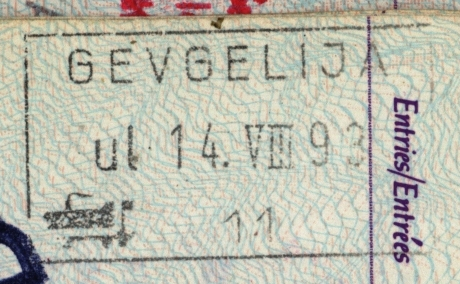
マケドニア側のパスポートのスタンプ

ゲヴゲリヤはコズフ山とパヤク山の間に位置し、テッサロニキからは70km、スコピエからは165km離れた場所に位置しマケドニア、ギリシャ両国の鉄道の境界駅がある。しかし、ギリシャの経済危機により国際列車の運行は2011年以来休止されている。ゲヴゲリヤはマケドニア共和国の南部に位置し、温暖である地中海性気候で条件が良いことからイチジクやレモン、ブドウなどの果物や野菜の栽培が行われている。シルク産業も発展してきており、マケドニア国内では取引において欠かせない存在になっている。農業分野に並んで軽工業もゲヴゲリヤの経済を構成している。観光業では近隣の村のスパが成長している。最近ではゲヴゲリヤや周辺部では多くのカジノの建設が行われ、「マケドニアのラスベガス」と呼ばれることもある。

## 歴史
町としての開発は19世紀中頃に始まり、1874年にはテッサロニキとスコピエを結ぶ鉄道が開通した。1860年から1912年にかけて、経済的な開発が進められた。

## 友好都市
- セヴリエヴォ, ブルガリア
- コトカ, フィンランド
- インジヤ, セルビア
- セジャーナ, スロベニア